# Miguel Ramírez
Miguel Mauricio Ramírez Pérez (Santiago, 11 de junho de 1970) é um treinador e ex-futebolista chileno que atuava como zagueiro. Atualmente comanda o Deportes Iquique.

## Carreira
Como jogador, Ramírez defendeu clubes como Colo-Colo, Real Sociedad Universidad Católica e o Monterrey. Já com a Seleção Chilena, disputou a Copa do Mundo FIFA de 1998 e, em cinco oportunidades, a Copa América (1991, 1993, 1995, 1998 e 2004).
Iniciou a carreira como treinador em 2015, assumindo o modesto San Luis.

## Títulos

### Como jogador
Colo-Colo
- Campeonato Chileno: 1991 e 1993
- Copa Libertadores da América: 1991
- Copa Interamericana: 1992
- Recopa Sul-Americana: 1992

Universidad Católica
- Campeonato Chileno: 2002 (Apertura)

### Como treinador
Santiago Wanderers
- Primera B: 2019